# Augusta Victòria de Schleswig-Holstein-Sondenburg-Augustenburg
Victòria Augusta de Schleswig-Holstein-Sondenburg-Augustenburg (Dolzig, Prússia, 22 d'octubre de 1858 - Haus Doorn, Països Baixos, 1921) fou Princesa de Schleswig-Holstein-Sondenburg-Augustenburg coneguda familiarment amb el sobrenom de Dona, pel seu matrimoni amb Guillem II esdevingué reina consort de Prússia i emperadriu d'Alemanya.

## Biografia
Era filla del duc Frederic de Schleswig-Holstein-Sondenburg-Augustenburg i de la princesa Adelaida de Hohenlohe-Lagenburg. La princesa era neta per via paterna del duc Cristià de Schleswig-Holstein i de la comtessa Lluïsa Sofia Danneskjold-Samsøe mentre que per part de mare ho era del príncep Ernest I de Hohenlohe-Langenburg i de la princesa Feodora de Leiningen.
La família dels Schleswig-Holstein considerada una família menor dins de les cases reials i principesques europees aconseguí al llarg del segle xix realitzar una política dinàsitca que la col·locà entre una de les més ben connectades d'Europa. Així, l'any 1863 s'elegia al duc Cristià de Schleswig-Holstein de la branca Glücksburg com a rei de Dinamarca o al seu fill com a rei Jordi I de Grècia. Els Augustenburg realitzaren importants enllaços matrimonial com ara els de la mateixa Augusta Victòria o el príncep Cristià de Schleswig-Holstein amb la princesa Helena del Regne Unit. Malgrat tot, la família s'extingí l'any 1931 traspassant els seus drets a la branca Glückburg.
Augusta Victòria contragué un brillant matrimoni amb el príncep hereu i després kàiser Guillem II de Prússia el dia 27 de febrer de l'any 1881. La parella que s'establí a la cort prussiana tingueren sis fills i una filla:
- SAR el príncep Guillem de Prússia (1882, Potsdam - 1951, Hechingen) es casà amb la duquessa Cecília de Mecklenburg-Schwerin.
- SAR el príncep Eitel Frederic de Prússia (1883, Potsdam- 1943) es casà amb la princesa Sofia Carlota d'Oldenburg de la qual es divorcià el 1926.
- SAR el príncep Adalbert de Prússia (1884, Potsdam - 1948, La Tour de Peilz by Montreux, Suïssa). Es casà amb la princesa Adelaida de Saxònia-Meiningen el 1914.
- SAR el príncep August Guillem de Prússia (1885, Potsdam - 1949, Stuttgart) es casà amb la princesa Alexandra de Schleswig-Holstein-Sondenburg-Glücksburg el 1908 i de la qual es divorcià el 1920.
- SAR el príncep Òscar de Prússia (1888, Potsdam- 1958, Múnic) es casà amb la comtessa Ina von Bassewitz-Levetzow l'any 1914.
- SAR el príncep Joaquim de Prússia (1890, Potsdam- 1920, Berlín) es casà amb la princesa Maria Augusta d'Anhalt el 1916 a Berlín.
- SAR la princesa Victòria Lluïsa de Prússia (1892, Potsdam - 1980, Hannover) es casà amb el duc Ernest August de Hannover l'any 1913 a Berlín.

Augusta Victòria se la coneix com una persona de fama puritana i de beateria luterana. A part d'aquestes definicions de les quals moltes poden respondre a tòpics o imatges preconcebudes se sap que l'emperadriu sempre tingué una especial debilitat pels seus fills especialment per la princesa Victòria Lluïsa de Prússia de la qual escrigué: "El plaer per aquest raig de sol ha sigut tan gran no només per nosaltres, els pares i parents pròxims, sinó per tota la nació que s'ha emocionat amb el naixement d'aquesta nena".
Augusta Victòria fou una gran apassionada a l'art i es coneix, se sap que una de les seves gran passions hagués estat poder vistar el Museu del Louvre al qual mai pogué acudir.
Augusta Victòria partí a l'exili l'any 1918instal·lant-se junt amb el seu espòs a la vil·la holandesa de Haus Doorn on pocs anys després, l'any 1921, l'atrapà la parca.